# Winterheart's Guild Tour+Dance Of Death
Es la tercera gira que realizó la banda de metal sinfónico Sonata Arctica. Comenzó el 21 de febrero de 2003 y terminó el 9 de octubre de 2004. Se desarrolló para presentar el tercer disco que se llama Winterheart's Guild. Con este disco recorrieron varias ciudades del mundo además de recorrer su país natal. Al año siguiente hicieron escasas presentaciones. Es una de las últimas giras con Jani Liimatainen y Marko Paasikoski, quienes serían reemplazados luego por los actuales integrantes de la banda. En medio de la gira, se encontraban preparando el sucesor de este disco. Se realizaron un total de 56 shows, superando al Worldwide Tour 2016. Tras finalizar esta larga gira, que los tuvo recorriendo todo el mundo, lanzaron su disco Reckoning Night.

## Primeros shows, lanzamiento del disco y gira

### 2003
El 21 de febrero dio inicio esta nueva gira de la banda. El recital se desarrolló en Putaan Urheiluhalli. El 20 de marzo, a un día de cumplirse un mes de iniciar la gira, tocaron en Tavastia, y el 21 de marzo en Lutakko. Entre el 2 y el 11 de abril hicieron 8 shows en Japón. El 16 de abril, ya de regreso a Finlandia, la banda tocó en Ravintola Foxia. El 17 de abril hicieron lo suyo en Säätämö, y al día siguiente en Nosturi. El 19 y 20 de abril tocaron en Nuoriseura y Nuorisoseura. 5 días después tocaron en Klubi de Tampere. El 26 de abril tocaron en Tuiskula, y 20 días después hicieron lo suyo en HulluPullo. Entre el 28 y 31 de mayo dieron 4 shows en Francia, y el último se dio en el Rotonde Festival 2003. El 7 de junio participaron del Sweden Rock Festival 2003. Una semana después, ya de regreso otra vez a Finlandia, tocaron en Hakunilan Urheilupuisto. El 20 de junio la banda tocó en el Planet Party Rock 2003 desarrollado en Tykkymäki. Al día siguiente tocaron en el Nummirock 2003 desarrollado en Nummijärvi. El 4 de julio participaron del Rockperry 2003. El 5 de julio, la banda dio un recital en una nueva edición del Ruisrock, y el 6 de julio tocaron en el Club Teatria. El 12 de julio hicieron lo suyo en Discoland. Al día siguiente hicieron lo suyo en Laulurinne en el marco del Ilosaarirock 2003, y luego en Aitoon kirkastusjuhlat. El 18 de julio tocaron en el Tammerfest 2003 que se desarrolló en el Ratinan Stadion, y al día siguiente tocaron en Puustelli. Una semana después hicieron de la partida en Usmuntus. El 30 de julio volvieron a Hungría para participar del Sziget Festival 2003. El 2 de agosto volvieron a Alemania para participar del Wacken Open Air 2003. El 15 de agosto, ya de regreso a Finlandia, la banda toca en Nuorisotalo. El 16 y 17 de agosto tocaron en Kasino y Pellavarock. El 21 de agosto tocaron en Lutakko, y el 22 tocaron en Night Club Riviera. Al día siguiente tocaron en Tavastia, como ya es costumbre para ellos. El día 29 de agosto, la banda toca en Hullun Milly de Kemi, ciudad en la cual se formó la banda. Fue así que terminaron la primera parte de la gira.

### 2004
Comienzan un nuevo año tocando el 31 de enero en Levi, y el 7 y 8 de febrero dieron dos shows en Japón. El 16 de julio, es decir 5 meses después, ya de regreso a Finlandia, la banda participó del Tuska 2004. Al día siguiente tocaron en Kaarihalli. 14 días después volvieron a Suecia para participar del Gates of Metal 2004. El 19 de agosto volvieron a Alemania para participar del Summer Breeze 2004. El 21 de agosto, ya de regreso otra vez a Finlandia, la banda tocó de nuevo en Hullun Mylly. El 4 de septiembre regresaron al Reino Unido para tocar en el Bloodstock 2004, que se desarrolló en Assembly Rooms. 22 días después volvieron a Japón para hacer lo suyo en el Tokyo Dome. Terminaron la gira el 9 de octubre en Kasino.

## Conciertos
- 21/02/2003 - Putaan Urheiluhalli, Tornio
- 20/03/2003 - Tavastia, Helsinki
- 21/03/2003 - Lutakko, Jyväskylä
- 02/04/2003 - Zepp Sendai, Sendai
- 04/04/2003 - Shibuya-AX, Tokio
- 05/04/2003 - Nagoya Club Quattro, Nagoya
- 06/04/2003 - On Air, Osaka
- 07/04/2003 - Shibuya Club Quattro, Tokio
- 09/04/2003 - Drum Logos, Fukuoka
- 10/04/2003 - Club Quattro, Hiroshima
- 11/04/2003 - Harajuku Astro Hall, Tokio
- 16/04/2003 - Ravintola Foxia, Oulu
- 17/04/2003 - Säätämö, Turku
- 18/04/2003 - Nosturi, Helsinki
- 19/04/2003 - Nuoriseura, Kuortane
- 20/04/2003 - Nuorisoseura, Evijärvi
- 25/04/2003 - Klubi, Tampere
- 26/04/2003 - Tuiskula, Nivala
- 16/05/2003 - HulluPullu, Vaasa
- 28/05/2003 - La Laiterie, Estrasburgo
- 29/05/2003 - Ninkasi Kao, Lyon
- 30/05/2003 - Élysée Montmartre, París
- 31/05/2003 - La Rotonde, Hirson
- 07/06/2003 - Norje Habsvad, Norje
- 14/06/2003 - Hakunilan Urheilupuisto, Vantaa
- 20/06/2003 - Tykkimäki, Kouvola
- 21/06/2003 - Nummijärvi, Kauhajoki
- 04/07/2003 - Vaskiluoto, Vaasa
- 05/07/2003 - Ruissalo, Turku
- 06/07/2003 - Club Teatria, Oulu
- 12/07/2003 - Discoland, Lestijärvi
- 13/07/2003 - Laulurinne, Joensuu
- 14/07/2003 - Aitoon kirkastusjuhlat, Aitoo
- 18/07/2003 - Ratinan Stadion, Tampere
- 19/07/2003 - Puustelli, Alavus
- 26/07/2003 - Usmuntus, Suomussalmi
- 30/07/2003 - Óbdudai-Sziget, Budapest
- 02/08/2003 - Wacken Open Air, Wacken
- 15/08/2003 - Nuorisotalo, Viitasaari
- 16/08/2003 - Kasino, Kauhajoki
- 17/08/2003 - Pellavarock, Lammi
- 21/08/2003 - Lutakko, Jyväskylä
- 22/08/2003 - Night Club Riviera, Kouvola
- 23/08/2003 - Tavastia, Helsinki
- 29/08/2003 - Hullun Mylly, Kemi
- 31/01/2004 - Levi, Kittilä
- 07/02/2004 - Osaka-jo Hall, Osaka
- 08/02/2004 - Saitama Super Arena, Saitama
- 16/07/2004 - Kaisaniemi, Helsinki
- 17/07/2004 - Kaarihalli, Joensuu
- 31/07/2004 - Folkets Park, Hultsfred
- 19/08/2004 - Festplatz, Abtsgmünd
- 21/08/2004 - Hullun Mylly, Kemi
- 04/09/2004 - Assembly Rooms, Derby
- 26/09/2004 - Tokyo Dome, Tokio
- 09/10/2004 - Kasino, Kauhajoki

## Formación durante la gira
- Tony Kakko - Voz y teclados
- Jani Liimatainen - Guitarra
- Marko Paasikoski - Bajo
- Tommy Portimo - Batería